# آنتوان سیبیرسکی
آنتوان سیبیرسکی (انگلیسی: Antoine Sibierski؛ زادهٔ ۵ اوت ۱۹۷۴) بازیکن فوتبال اهل فرانسه است.
از باشگاه‌هایی که در او آن بازی کرده‌، می‌توان به باشگاه فوتبال لانس، باشگاه فوتبال نانت، باشگاه فوتبال اوسر، باشگاه فوتبال نوریچ سیتی، باشگاه فوتبال لیل، باشگاه فوتبال منچستر سیتی، باشگاه فوتبال ویگان اتلتیک و باشگاه فوتبال نیوکاسل یونایتد اشاره کرد.
وی همچنین در تیم ملی فوتبال France Olympic بازی کرده‌است.